# Gulaskjeret (Bjørnafjorden)
Ne doit pas être confondu avec Gulaskjeret.
Gulaskjeret est une île norvégienne dans le comté de Hordaland. Elle fait partie du territoire de l'ancienne commune de Øs, aujourd'hui rattachée à Bjørnafjorden.

## Géographie
Rocheuse et désertique, à fleur d'eau, elle s'étend sur environ 58 m de longueur pour une largeur approximative de 42 m.